# 알렉상드랭
알렉상드랭(alexandrin) 혹은 12음절시(十二音節詩) 또는 알렉산더격 시행(-格詩行)은 프랑스 시 및 극문학의 주요 운율이다.

## 형식
한 행이 12음절로 이루어지며 이는 6음절의 두 반행(半行)으로 나뉜다. 제1, 2강세(음절을 강하게 발음하는 것)가 있는데, 제1강세는 각 반행의 마지막 음절, 제2강세는 각 반행의 중간에 위치한다. 6음절의 반행이 한 호흡을 이루고, 제2강세는 문맥에 따라 그 위치가 비교적 자유로우므로, 유동성과 범용성을 갖는 운율형식으로, 다양한 주제에 적용하기에 용이하며, 의미에 따른 강세를 주기 때문에 감정표현이나 서술적 묘사 혹은 장엄한 표현 등을 하기에 적합하다는 장점이 있다.
사용하는 압운은 각운(脚韻)으로, 즉 마지막 음절에 압운이 걸린다. 여성각운과 남성각운이 교대로 걸리는 것이 특징인데, 불어에서 여성각운이란 묵음 -e로 끝나는 음절의 각운, 남성각운이란 그 외의 각운을 말한다.

## 역사
12세기 중세 프랑스 문학의 궁정문학작품 <알렉상드르 이야기>(Roman d'Alexandre)에서 처음 사용되었으며, 알렉상드랭이라는 명칭은 여기에서 비롯한다. 중세의 지배적인 운율 형식은 10음절시(décasyllabe)였으나 16세기 플레야드파가 부활시켜 사용한다. 처음에는 지나치게 산문적이라고 거부반응도 있었으나 곧 17세기 프랑스 문학의 연극이나 시 작품의 주류 운문 형식이 된다. 그 이후로도 프랑스에서 널리 사용되었으며 16세기에는 영국에도 퍼졌고, 6개의 강세를 갖는 약강 6보격(iambic hexameter)로 변용되기도 하였으며, 17세기에는 독일과 네덜란드에서도 사용되었으나, 주로 쓰인 것은 프랑스에서였다.

## 예시
대표적인 알렉상드랭 작품인 고전주의 작가 피에르 코르네유의 희비극 르 시드의 일부분으로 알렉상드랭의 구체를 알아보자. 3막 3장, 로드리그가 약혼자 시멘의 부친 고메스를 결투에서 살해한 뒤, 시멘이 아버지의 원수를 갚기 위해 연인을 죽여야 하는 운명을 개탄하는 장면으로서, 르 시드 중에서도 특히 명구로 기억되고 있다.
809 Pleurez pleurez mes yeux - Et fondez vous en eaux
플뢰/레/플뢰/레/메/죄 - 에/퐁/데/부/장/오
울어라 울어라 내 눈아 - 물이 되어 녹아라
810 La moitié de ma vie - a mis l'autre au tombeau
라/무아/티에/드/마/비 - 아/미/로트르/오/통/보
내 삶의 한 반쪽이 - 다른 반쪽을 무덤으로 보냈나니
811 Et m'oblige à venger - après ce coup funeste
에/모블/리주/아/방/제 - 아/프레/스/쿠/퓌/네스트
이 치명타를 안겨주고 나서 - 내게 짐지우는구나
822 Celle que je n'ai plus - sur celle qui me reste
셀/르/크/주/네/플뤼 - 쉬르/셀/르/키/므/레스트
내가 잃은 절반의 원수를 - 내게 남은 반쪽에게 갚으라고.
각 행이 12음절로 되어있는 것을 확인할 수 있는데, 다만 822행은 celle(셀)의 끝 묵음e를 유음화하여 '셀르'라 발음, -le를 음절화해 12음절을 충족하리라고 짐작할 수 있다.
행마다 각운(굵은글씨)이 걸려있어 마지막 음절이 같은 자모음의 조합으로 끝난다. funeste(퓌네스트)와 reste(레스트)는 묵음e로 끝나므로 여성각운이며, eaux(오)와 beau(보)는 그렇지 않으므로 남성각운이 된다.
대사는 행 단위로 되어있는게 일반적이나 짧은 대사를 주고받을 경우에는 둘 이상의 대사가 합하여 한 행을 이루기도 한다. 동작품 3막 3장 995-998행을 보자.
로드리그
995 O miracle d'amour !
오/미/라/클/다/무르
아 사랑의 신비로다!
시멘
O comble de misères !
오/콩/블/드/미/제르
아 극심한 역경이로다!
로드리그
996 Que de maux et de pleures - nous coûteront nos pères !
크/드/모/에/드/플뢰르 - 누/쿠/트/롱/노/페르!
우리의 아비들 덕에 - 아픔과 눈물을 겪게 되는구나!
시멘
997 Rodrigue, qui l'eût cru !
로/드리/그/키/뢰/크뤼
로드리그라니, 누가 상상조차 했을까!
로드리그
Chimène, qui l'eût dit !
시/멘/느/키/뢰/디
시멘이라니, 누가 말조차 했을까!
시멘
998 Que notre heur fût si proche - et si tôt se perdit !
크/노트르/외르/퓌/시/프로슈 - 에/시/토/스/페르/디
우리의 행복이 그토록 가깝더니 - 이토록 빨리 사라지는구나!
995행과 997행이 로드리그와 시멘의 대사로 반행씩 나뉘어 있는 것을 볼 수 있다.